# David VIII van Georgië

David VIII (Georgisch: დავით VIII; 1273 - 1311) uit het huis Bagrationi was koning van Georgië van 1293-1311.
Als oudste zoon van Demetrius II werd hij door de heerser van het Il-kanaat als koning gekroond voor zijn goede daden in de leger tijdens de Rümelische opstanding in 1293. Als opvolger van zijn neef Vachtang II regeerde hij over het oostelijke koninkrijk.
Hij werd opgevolgd door zijn zoon George VI de Kleine.